# Thliptoceras
Thliptoceras és un gènere d'arnes de la família Crambidae. El gènere va ser creat per William Warren en 1890.

## Taxonomia
- Thliptoceras althealis (Walker, 1859)
- Thliptoceras amamiale Munroe & Mutuura, 1968
- Thliptoceras anthropophilum Bänziger, 1987
- Thliptoceras artatalis (Caradja, 1925)
- Thliptoceras bicuspidatum Zhang, 2014
- Thliptoceras bisulciforme Zhang, 2014
- Thliptoceras buettikeri Munroe, 1967
- Thliptoceras calvatalis Swinhoe, 1890
- Thliptoceras caradjai Munroe & Mutuura, 1968
- Thliptoceras cascalis (Swinhoe, 1890)
- Thliptoceras coenostolalis Hampson, 1899
- Thliptoceras decoloralis (Warren, 1896)
- Thliptoceras distictalis Hampson, 1899
- Thliptoceras epicrocalis Swinhoe, 1890
- Thliptoceras fenestratum Aurivillius, 1910
- Thliptoceras filamentosum Zhang, 2014
- Thliptoceras fimbriata (Swinhoe, 1900)
- Thliptoceras formosanum Munroe & Mutuura, 1968
- Thliptoceras fulvale de Joannis, 1932
- Thliptoceras fulvimargo (Warren, 1895)
- Thliptoceras fuscociliale (Snellen, 1895)
- Thliptoceras gladialis (Leech, 1889)
- Thliptoceras impube Zhang, 2014
- Thliptoceras lacriphagum Bänziger, 1987
- Thliptoceras longicornalis (Mabille, 1900)
- Thliptoceras neotropicalis Schaus, 1912
- Thliptoceras polygrammodes Hampson, 1899
- Thliptoceras semicirculare Zhang, 2014
- Thliptoceras shafferi Bänziger, 1987
- Thliptoceras sinensis (Caradja, 1925)
- Thliptoceras stygiale Hampson, 1896
- Thliptoceras umoremsugente Bänziger, 1987
- Thliptoceras xanthomeralis Hampson, 1918

## Espècies antigues
- Thliptoceras elegans Guillermet, 1996